# Michael Stipe
John Michael Stipe (ur. 4 stycznia 1960 w Decatur) – wokalista, autor tekstów piosenek, kompozytor, producent muzyczny i filmowy, członek i jeden z założycieli amerykańskiej grupy rockowej R.E.M.

## Życiorys
Urodził się w Decatur w stanie Georgia, w rodzinie metodystów. Ma dwie siostry: Lyndę (ur. 30 września 1962) i Cyndy. Jego ojciec był serwisantem w United States Army, co powodowało częste relokacje rodziny. W dzieciństwie Stipe'a jego rodzina mieszkała w różnych miejscach, w tym: w Niemczech Zachodnich, Teksasie, Illinois i Alabamie. W 1978 ukończył Collinsville High School w Collinsville. Pracował w restauracji należącej do sieci Waffle House.
Studiował na kierunku fotografia i malarstwo na Uniwersytecie Georgii w Athens w stanie Georgia, gdzie w 1980 poznał Petera Bucka, Billa Berry’ego i Mike’a Millsa. W tym samym roku założyli R.E.M. Dwa lata później podpisali kontrakt z wytwórnią płytową I.R.S. Records i wydali debiutancki singel „Radio Free Europe”. Odniósł on spory sukces w uniwersyteckim radiu, co doprowadziło do wydania EP Chronic Town'. Począwszy od albumu Murmur w 1983, zespół wydał czternaście płyt studyjnych, pięć kompilacyjnych i jeden album koncertowy. Parę przebojów oraz działalność społeczna Stipe’a w końcu uczyniły z niego gwiazdę.
Stipe stał się znany i często parodiowany przez swój „mamroczący” styl śpiewania z początków swojej kariery oraz złożone, często surrealistyczne teksty. Razem z innymi członkami zespołu uznawany jest za „ojca chrzestnego rocka alternatywnego”.
W listopadzie 1995 był na okładce magazynu LGBT „Out”. W 2001 w wywiadzie udzielonym dziennikowi „Time” Stipe określił się jako „artysta queer”. Wyznał, że jest biseksualny.
Związał się z fotografem Thomasem Dozolem (ur. 1975).

## Filmografia
| Rok  | Tytuł                                                        | Rola                 | Reżyser           |
| ---- | ------------------------------------------------------------ | -------------------- | ----------------- |
| 1987 | Athens, Ga. - Inside/Out (film dokumentalny)                 | w roli samego siebie | Tony Gayton       |
| 1996 | Color of a Brisk and Leaping Day (film fabularny)            | Skeeter              | Christopher Munch |
| 1998 | Meeting People Is Easy (film dokumentalny)                   | w roli samego siebie | Grant Gee         |
| 2007 | Captain Mike Across America (film dokumentalny)              | w roli samego siebie | Michael Moore     |
| 2009 | Shadow Play: The Making of Anton Corbijn (film dokumentalny) | w roli samego siebie | Josh Whiteman     |